# Jean Massard
Jean Massard (Lussemburgo, 17 settembre 1894 – Lussemburgo, 3 febbraio 1930) è stato un calciatore lussemburghese, di ruolo attaccante.

## Carriera

### Club
Jean Massard ha iniziato la sua carriera calcistica nel 1912, giocando come attaccante per l'Hollerich Bonnevoie, uno dei principali club del Lussemburgo dell’epoca, con cui è rimasto fino al 1921.

### Nazionale
In nazionale ha fatto parte della Nazionale di calcio del Lussemburgo dal 1913 al 1920, disputando 3 partite e realizzando 4 reti. Tra le sue presenze si annovera anche la partecipazione ai Giochi olimpici del 1920 ad Anversa, dove fu schierato nella storica formazione lussemburghese.